# Municipio de Lincolnton
El municipio de Lincolnton (en inglés: Lincolnton Township) es un municipio ubicado en el  condado de Lincoln en el estado estadounidense de Carolina del Norte. En el año 2010 tenía una población de 20.145 habitantes.

## Geografía
El municipio de Lincolnton se encuentra ubicado en las coordenadas 35°28′13.48″N 81°14′30.29″O / 35.4704111, -81.2417472.